# ファイア・チャット
FireChat（ファイヤ・チャット）は、Apple「iOS」とGoogle「Android」向けの無料チャットアプリであり、オープンガーデンによって開発された。
別のチャットアプリと違い、「メッシュネットワーク」によって、端末間の数珠つなぎ的なネットワークを作り出す限り、最大200フィートまででインターネット接続も使わずに使用できる。
ユーザーが急速に広がっている一つの理由は、デモの中でもし政府は携帯電話ネットワークを切っても、メッシュネットワークは端末同士で作られると、デモ参加者はFireChatで通信を続けられる。

ファイア・チャットは2021年現在メンテナンスされていない。公式Webサイトは404 not foundエラーページとなっており、アプリは2018年以降更新されていない。

## 概要
このアプリは、2014年3月にまずIPhoneに導入され、 続いて4月3日にAndroidに導入された。
ファイア・チャットは、より高度の機能を持つ mesh wifi protocol であるIEEE 802.11sと同様の仕組みで働く。ただし 802.11s は暗号化の機能を持ち、より大きなレンジを持つ。
オフグリッドのインスタントメッセージングアプリケーションは、無線データ技術が普及して実用的となる以前の2007年にすでに存在した。トロントでJoseph Lam と Ivy Li により開発された Blueeee! はSony Ericsson, Nokia, LG, Motorola, Siemens, Samsung 製機器向けの無料 Bluetooth Mobile Instant Messenger であり、 Bluetooth を使って近隣の利用者とコミュニケートすることができた。

## 用途
ファイア・チャットは2014年にイラク政府によるインターネット規制に対抗して用いられたことと その後2014年香港反政府デモで用いられたことで知られるようになった。 しかし、開発者は「人々は、このアプリが、対立的な人によって発見されることにより有害な状況に陥ることになるようなものをすべて通信するツールではないと理解する必要がある。」「これは安全あるいはプライベートなコミュニケーションを意味しない。」とコメントしている。このアプリは暗号化の機能を持たない。